# إرنست ماريستشكا
إرنست ماريستشكا (بالألمانية: Ernst Marischka )‏ (و. 1893 – 1963 م) هو مخرج أفلام، وكاتب سيناريو، ومنتج أفلام، وممثل، وكاتب نمساوي، ولد في فيينا، توفي في خور، عن عمر يناهز 70 عاماً.

## وصلات خارجية
- إرنست ماريستشكا على موقع IMDb (الإنجليزية)
- إرنست ماريستشكا على موقع مونزينجر (الألمانية)
- إرنست ماريستشكا على موقع ألو سيني (الفرنسية)
- إرنست ماريستشكا على موقع ميوزك برينز (الإنجليزية)
- إرنست ماريستشكا على موقع أول موفي (الإنجليزية)
- إرنست ماريستشكا على موقع قاعدة بيانات برودواي على الإنترنت (الإنجليزية)
- إرنست ماريستشكا على موقع قاعدة بيانات الأفلام السويدية (السويدية)
- إرنست ماريستشكا على موقع ديسكوغز (الإنجليزية)
- إرنست ماريستشكا على موقع قاعدة بيانات الفيلم (الإنجليزية)
- إرنست ماريستشكا على موقع كينوبويسك (الروسية)